# Philip Johnson
Philip Johnson (8 de julio de 1906 - 25 de enero de 2005) fue un arquitecto estadounidense que diseñó arquitectura moderna y posmoderna. Entre sus diseños más conocidos se encuentran su Glass House en New Canaan (Connecticut); el rascacielos posmoderno de 550 Madison Avenue en Nueva York, diseñado para AT&T; 190 South La Salle Street en Chicago; IDS Tower en el centro de Minneapolis; el Jardín de Esculturas del Museo de Arte Moderno de Nueva York; y el Pabellón Precolombino de Dumbarton Oaks. Su obituario de enero de 2005 en The New York Times describía sus obras como «ampliamente consideradas entre las obras maestras de la arquitectura del siglo XX».
En 1930, Johnson se convirtió en el primer director del departamento de arquitectura del Museo de Arte Moderno de Nueva York. Allí organizó las visitas de Walter Gropius y Le Corbusier y negoció el primer encargo estadounidense para Mies van der Rohe, después de que huyera de la Alemania nazi. En 1932, organizó con Henry-Russell Hitchcock la primera exposición dedicada a la arquitectura moderna en el Museo de Arte Moderno, que dio nombre al movimiento posterior conocido como Estilo Internacional. En 1934, Johnson dimitió de su cargo en el museo.
Durante la década de 1930, Johnson se convirtió en un ferviente admirador de Adolf Hitler, elogió abiertamente al Partido Nazi y adoptó opiniones antisemitas. Escribió para Justicia Social y Examiner, donde publicó una reseña admirativa del libro de Hitler Mein Kampf.En 1939, como corresponsal de Justicia Social, presenció la invasión de Polonia por Hitler, que más tarde describió como «un espectáculo conmovedor». En 1941, tras la entrada de Estados Unidos en la guerra, Johnson renunció abruptamente a sus opiniones anteriores, dejó el periodismo y organizó una liga antifascista en la Escuela de Diseño de Harvard. Fue investigado por el FBI, y finalmente fue autorizado para el servicio militar. Evadió la acusación y la cárcel cooperando con la fiscalía, aunque, según algunos críticos, pudo deberse a sus conexiones sociales, pero nunca se presentaron pruebas de ello. Años más tarde se referiría a estas actividades como «la cosa más estúpida que he hecho [que] nunca podré expiar».
En 1978 fue galardonado con una Medalla de Oro del Instituto Americano de Arquitectos. En 1979, fue el primer galardonado con el Premio Pritzker de Arquitectura. En la actualidad, sus rascacielos destacan en los skylines de Nueva York, Houston, Chicago, Detroit, Minneapolis, Pittsburgh, Atlanta, Madrid y otras ciudades.

## Biografía

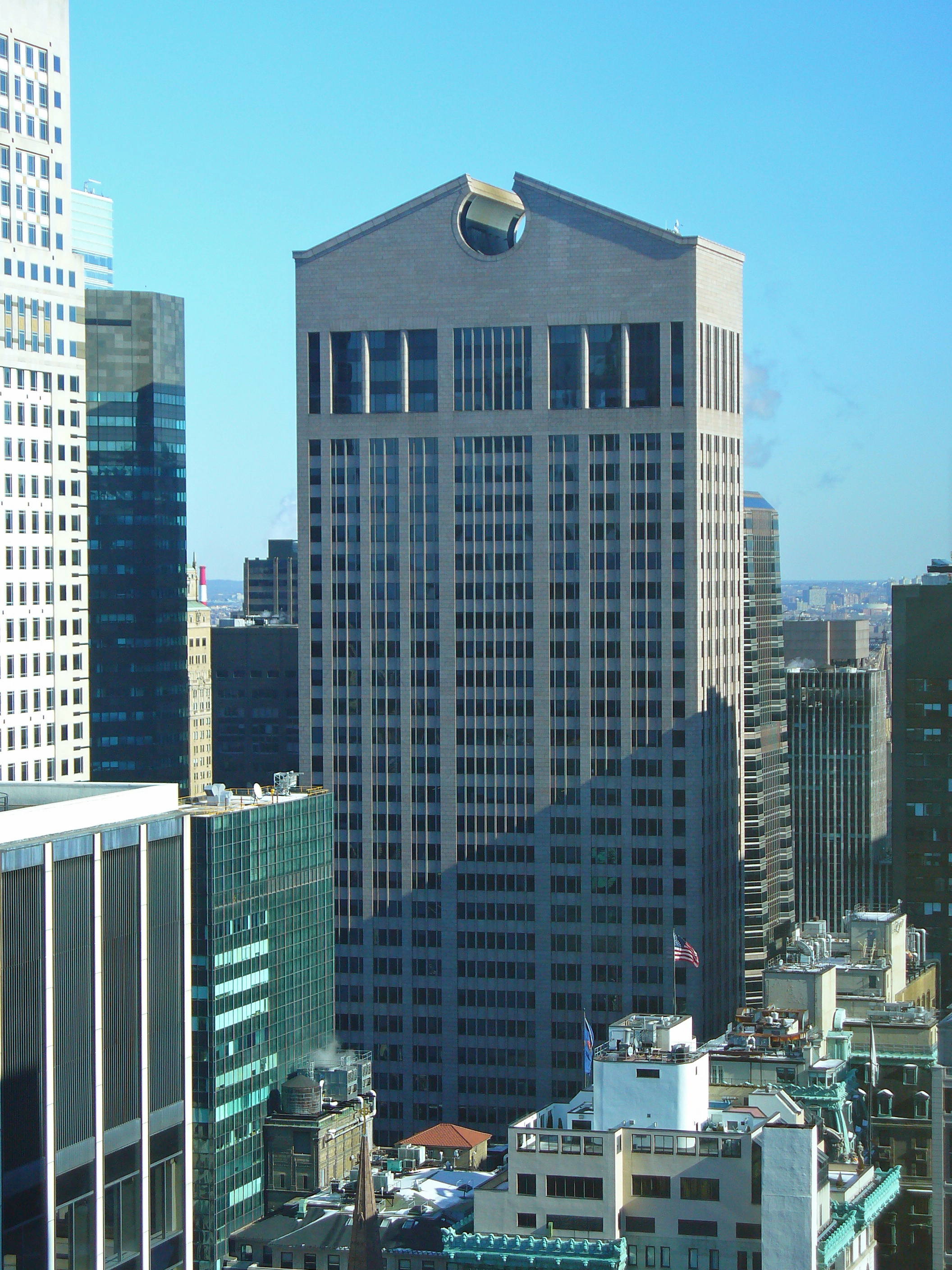
Sony Building (originariamente AT&T building), situado en Manhattan, Nueva York. Considerado como uno de los máximos exponentes del Arquitectura postmoderna y uno de los edificios más controvertidos de la década de 1980.

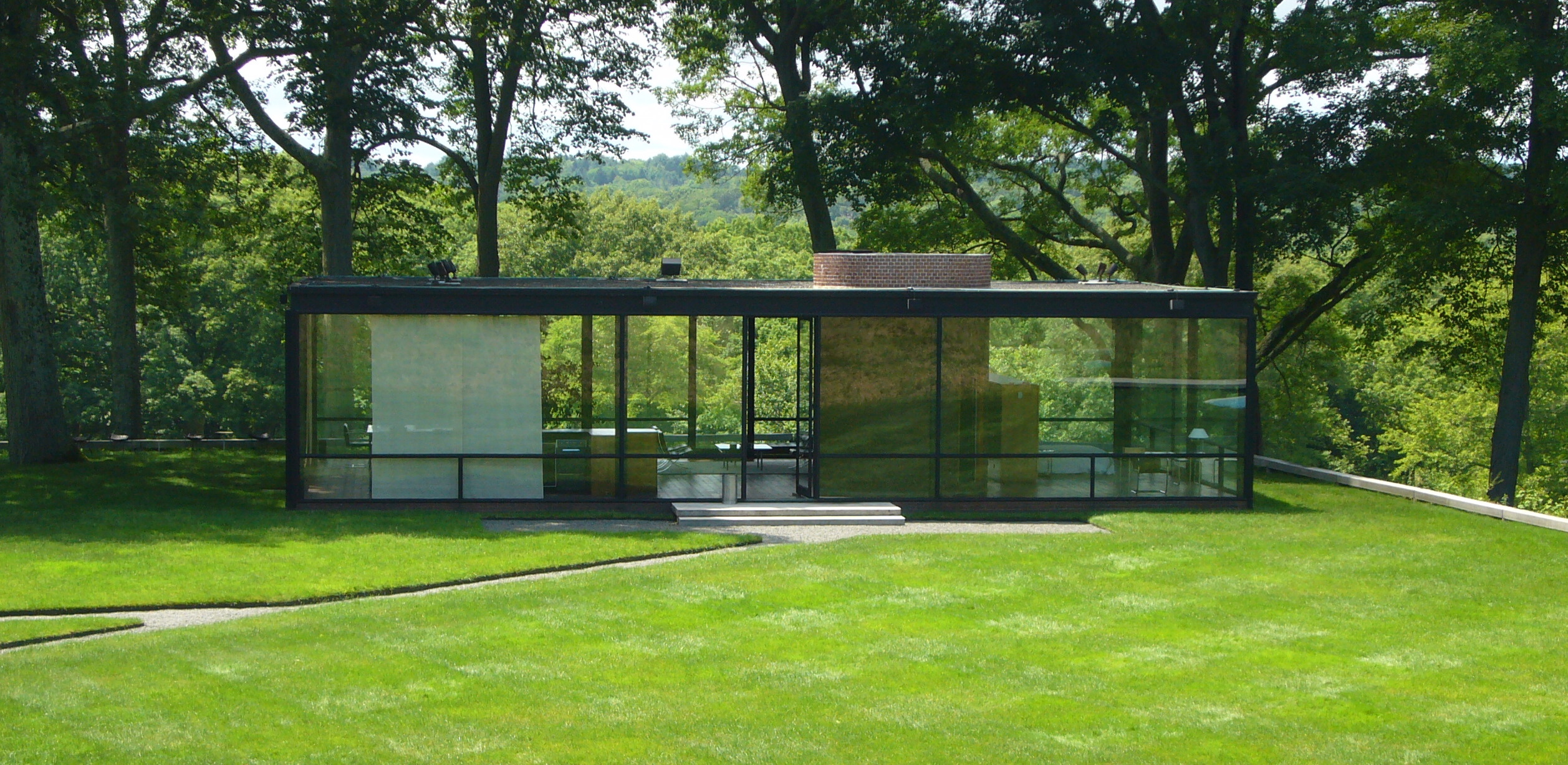
La Glass House o Casa de Cristal, fue la residencia de Philip Johnson desde su construcción hasta la muerte de este.

Johnson nació en Cleveland, Ohio, el 8 de julio de 1906, hijo de un abogado, Homer Hosea Johnson (1862-1960), y de la ex Louisa Osborn Pope (1869-1957), sobrina de Alfred Atmore Pope y prima hermana de Theodate Pope Riddle. Tenía una hermana mayor, Jeannette, y una hermana menor, Theodate. Descendía de la familia Jansen de Nueva Amsterdam. Entre sus antepasados se encuentran los Huguenot Jacques Cortelyou, que trazó el primer plano urbanístico de Nueva Amsterdam para Peter Stuyvesant. Creció en New London (Ohio). Tenía stutter y le diagnosticaron ciclotimia. Asistió a la Hackley School en Tarrytown (Nueva York), y luego estudió en la Universidad de Harvard, donde se centró en el aprendizaje del griego, la filología, la historia y la filosofía, en particular la obra de los filósofos presocráticos.
Al terminar sus estudios en 1930, realizó una serie de viajes a Europa, especialmente a Alemania, donde su familia tenía una casa de verano. Visitó los hitos de la arquitectura clásica y gótica, y se unió a Henry-Russell Hitchcock, un destacado historiador de la arquitectura, que estaba dando a conocer a los estadounidenses la obra de Le Corbusier, Walter Gropius y otros arquitectos del movimiento moderno. En 1928 conoció al arquitecto alemán Ludwig Mies van der Rohe, que en ese momento estaba diseñando el Pabellón alemán para la Exposición Internacional de Barcelona de 1929. El encuentro sentó las bases de una relación de colaboración y competencia que duraría toda la vida.
Johnson tenía una fortuna considerable, en gran parte debido a la exitosa inversión de su padre en Alcoa, la Compañía de Aluminio de América. Con esta fortuna, en 1930 financió el nuevo departamento de arquitectura del Museo de Arte Moderno de Nueva York, y en 1932 fue nombrado su conservador. Como conservador, organizó visitas a Estados Unidos de Gropius y Le Corbusier, y negoció el primer encargo estadounidense para Mies van der Rohe. En 1932, en colaboración con Hitchcock y Alfred H. Barr, Jr., organizó la primera exposición sobre arquitectura moderna en el Museo de Arte Moderno. La muestra y su libro publicado simultáneamente International Style: Arquitectura moderna desde 1922, publicado en 1932, desempeñaron un papel fundamental en la introducción de la arquitectura moderna al público estadounidense.
Cuando el ascenso de los nazis en Alemania obligó a los modernos Marcel Breuer y Mies van der Rohe a abandonar Alemania, Johnson ayudó a conseguir que vinieran a trabajar a Estados Unidos. Creó una pequeña organización llamada los Camisas Grises, al estilo de los Camisas Marrones nazis.

### Política y periodismo
En diciembre de 1934, Johnson abandonó abruptamente el Museo de Arte Moderno y comenzó a dedicarse al periodismo y la política. Primero se convirtió en partidario de Huey Long, el gobernador populista de Luisiana. Intentó y fracasó en su intento de reclutar a Long para que se uniera al Partido Nacional, que él mismo fundó. Johnson se presentó sin éxito a representante de New London en la legislatura del estado de Ohio. Tras el asesinato de Long en 1935, Johnson se convirtió en corresponsal de Justicia Social, el periódico del radical-populista y antisemita padre Charles Coughlin. Johnson viajó a Alemania y Polonia como corresponsal, donde escribió con admiración sobre los nazis.En Justicia social, Johnson expresó, según informó más tarde The New York Times, «algo más que una admiración pasajera por Hitler». En el verano de 1932 Johnson asistió a uno de los mítines de Nuremberg en Alemania y vio a Hitler por primera vez. Años más tarde describiría el acontecimiento a su biógrafo, Franz Schulze: «No podías dejar de sentirte atrapado por la emoción, por las canciones de marcha, por el crescendo y el clímax de todo, cuando Hitler salió por fin para arengar a la multitud». Contó que se emocionó al ver a «todos esos chicos rubios vestidos de cuero negro» desfilando ante el Führer. Patrocinado por el gobierno alemán, viajó en una gira de prensa que cubrió la invasión de Polonia en 1939. Schulze desestimó estas primeras actividades políticas como intrascendentes, concluyendo que merecían «poca atención más sustancial de la que han obtenido» y que su política «estaba impulsada tanto por un impulso estético inconquistable como por la filosofía fascista o el aventurerismo playboy».

### Escuela de arquitectura y servicio militar
En 1941, a la edad de 35 años, Johnson abandonó la política y el periodismo y se matriculó en la Harvard Graduate School of Design, donde estudió con Marcel Breuer y Walter Gropius, recién huidos de la Alemania nazi. En 1941, Johnson diseñó y construyó su primer edificio, una casa en el número 9 de Ash Street, en Cambridge, Massachusetts.La casa, fuertemente influenciada por Mies van der Rohe, tiene un muro alrededor del solar que se funde con la estructura. Fue utilizada por Johnson para albergar eventos sociales y acabó siendo presentada como su tesis de licenciatura; vendió la casa después de la guerra, y fue adquirida por Harvard en 2010 y restaurada en 2016.
En 1942, cuando aún era estudiante de la escuela de arquitectura, Johnson intentó alistarse en la Inteligencia Naval, y después para un puesto federal, pero fue rechazado en ambas ocasiones. En 1943, tras graduarse en Harvard, fue reclutado por el Ejército y enviado a Fort Ritchie, Maryland, para interrogar a prisioneros de guerra alemanes. Fue investigado por el FBI por su relación con el gobierno alemán, Coughlin y Lawrence Dennis, un economista fascista estadounidense, y fue autorizado para continuar el servicio militar. Tras el juicio a Dennis y sus colaboradores, Johnson fue relevado de sus tareas de interrogatorio y trasladado a Fort Belvoir, Virginia. donde pasó el resto de su servicio militar realizando tareas rutinarias.

## Período moderno temprano (1946-1960)
En 1946, tras finalizar sus estudios y el servicio militar, Johnson regresó al Museo de Arte Moderno de Nueva York como conservador y escritor. Al mismo tiempo, empezó a trabajar para establecer su estudio de arquitectura. Construyó una pequeña casa, influida por la obra de Mies, en Sagaponack, Long Island. En 1947 publicó la primera monografía en inglés sobre la arquitectura de Mies.
En 1947, comisarió la primera exposición de arquitectura moderna del Museo de Arte Moderno, que incluía una maqueta de la Casa Farnsworth de cristal de Mies.
En 1949 comenzó a construir una nueva residencia, la Glass House' en New Canaan, Connecticut, que se terminó en 1949. Estaba claramente influenciada por la Casa Farnsworth de Mies, influencia que Johnson nunca negó, pero tenía un aspecto bastante diferente.
La Casa de Cristal es un rectángulo acristalado de 8 por 10 metros, situado en el borde de una cresta de la finca de Johnson, con vistas a un estanque. Los laterales del edificio son de cristal y acero pintado al carbón; el suelo, de ladrillo, no está a ras del suelo, sino que se eleva 10 pulgadas por encima. El interior es un espacio abierto dividido por armarios bajos de nogal; un cilindro de ladrillo contiene el cuarto de baño y es el único objeto que llega del suelo al techo. The New York Times» la describió en 2005 como “una de las mejores estructuras residenciales del siglo XX”. "Como todas las primeras obras de Johnson, se inspiró en Mies, pero su simetría pura, sus colores oscuros y su cercanía a la tierra la marcaron como una declaración personal; tranquila y ordenada en lugar de elegante y quebradiza". Philip escribió que las casas de madera quemadas que había visto en Polonia “donde no quedaba nada salvo los cimientos y las chimeneas de ladrillo”, fueron otra fuente de inspiración.
Johnson continuó ampliando la finca de Glass House durante cada periodo de su carrera. Añadió un pequeño pabellón con columnas junto al lago en 1963, una galería de arte enclavada en una ladera en 1965, una galería de esculturas posmoderna con tejado de cristal en 1970; una biblioteca tipo castillo con una torre redondeada en 1980; y una torre de bloques de hormigón dedicada a su amigo Lincoln Kirstein, fundador del Ballet de la Ciudad de Nueva York; una «casa fantasma» de cadenas dedicada a Frank Gehry.
Tras terminar la Glass House, realizó otras dos casas en New Canaan en un estilo similar a la Glass House: la Hodgson House (1951) y la Wiley House (1953). En Nueva York, diseñó dos importantes ampliaciones modernas del Museo de Arte Moderno: un nuevo anexo y, como complemento, el Jardín de Esculturas Abby Aldrich Rockefeller (1953).
En 1954-56, realizó el diseño pro bono para la Congregación Kneses Tifereth Israel, una sinagoga para una congregación de judío conservador en Port Chester (Nueva York). Tenía un interior sencillo y un techo de paneles curvos de yeso.

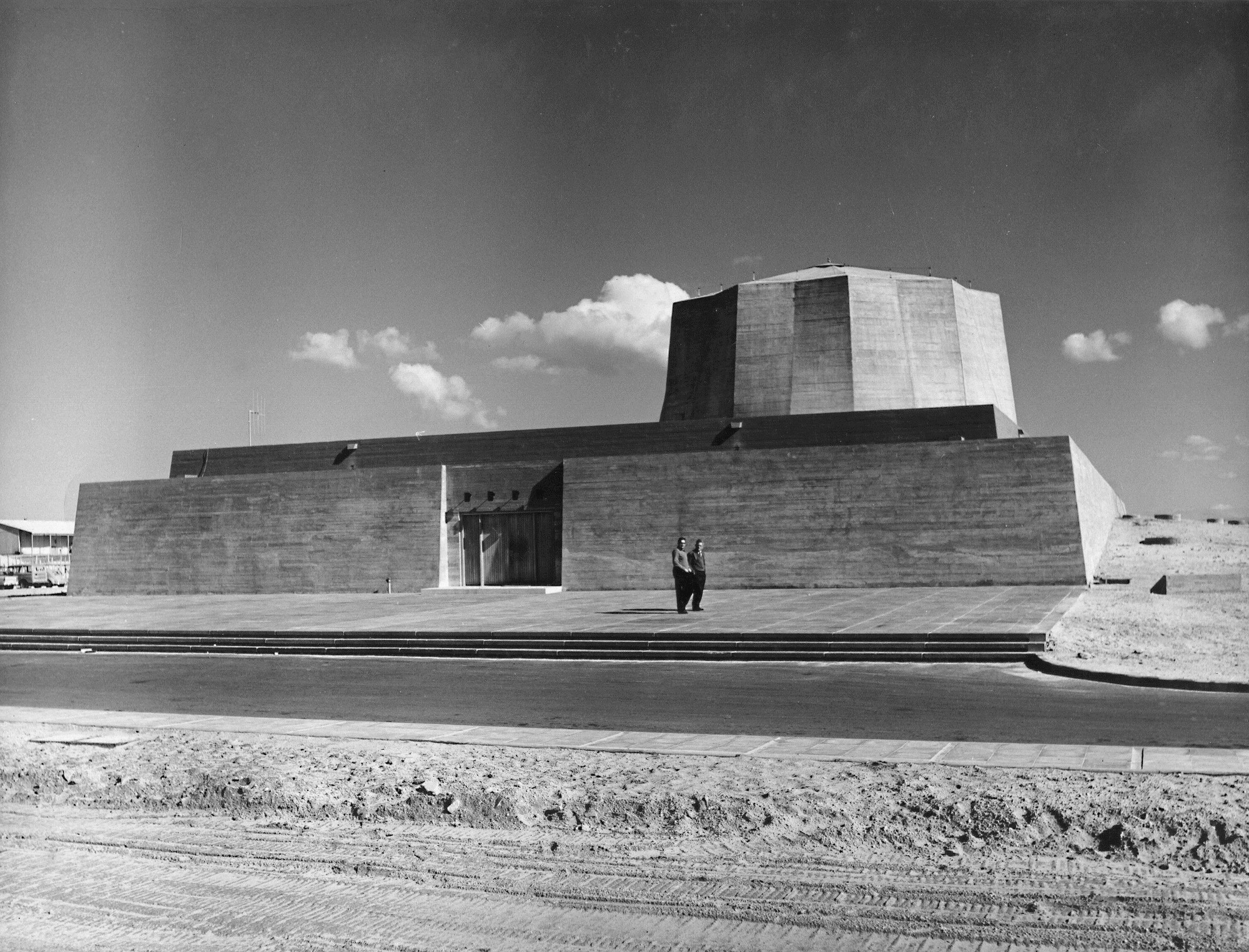
Centro de Investigación Nuclear Soreq, Nahal Soreq, Israel

En 1957, Johnson diseñó el Centro de Investigación Nuclear Soreq en Israel por invitación de Shimon Peres.
Johnson se unió a Mies van der Rohe como arquitecto de registro (Mies no tenía licencia de Nueva York) para el edificio de 39 plantas Seagram Building' (1956). Johnson contribuyó decisivamente a orientar el encargo hacia Mies trabajando con Phyllis Lambert, hija del director general de Seagram. El resultado fue la emblemática torre de bronce y cristal de Park Avenue. El edificio fue diseñado por Mies, y los interiores de los restaurantes Four Seasons y Brasserie (posteriormente rediseñados), así como el mobiliario de oficina fueron diseñados por Johnson. En diciembre de 1955, la ciudad de Nueva York denegó el permiso de arquitecto a Mies. Éste regresó a Chicago y puso a Johnson al frente de la construcción. Mies regresó a finales de 1956 y terminó el edificio.
En 1989, la New York City Landmarks Preservation Commission designó el exterior del Seagram's, el vestíbulo y el restaurante Four Seasons monumentos oficiales de la ciudad. En 2006, el edificio fue incluido en el Registro Nacional de Lugares Históricos.

## Modernismo tardío (1960-1980)
A lo largo de la década de 1960, Johnson siguió creando en el vocabulario del estilo moderno, diseñando teatros geométricos, un monasterio, galerías de arte y jardines. El Instituto de Arte Munson-Williams-Proctor (1960) es un buen ejemplo de su trabajo en este periodo; está sostenido por ocho pilares exteriores de hormigón armado, dos a cada lado. Los elementos estructurales exteriores están revestidos de bronce y granito canadiense «negro». El cubo sin ventanas está situado por encima de las zonas de oficinas, empotradas en un foso seco, lo que le confiere un efecto «flotante». Una maqueta del edificio se expuso en el Pabellón de Estados Unidos de la Feria Mundial de Bruselas de 1958, como ejemplo de las nuevas tendencias de la arquitectura estadounidense. Fue incluido en el Registro Nacional de Lugares Históricos en 2010.
Otro gran proyecto de la época fue el Atrio del David H. Koch Theater' (antiguo New York State Theatre, sede del New York City Ballet, en el Lincoln Center de Nueva York.
En 1967, Johnson entró en una nueva fase de su carrera, fundando una sociedad con el arquitecto John Burgee. Comenzó a diseñar complejos de edificios de oficinas para grandes empresas. El más destacado de ellos fue Pennzoil Place (1970-76) en Houston, Texas. Las dos torres de Pennzoil Place tienen tejados inclinados que cubren las siete últimas plantas y son de forma trapezoidal, planificadas para crear dos grandes áreas triangulares en el solar, que se ocupan con vestíbulos cubiertos de cristal diseñados como invernaderos. Esta idea fue ampliamente copiada en rascacielos de otras ciudades.
El nuevo edificio de la Biblioteca Pública de Boston (1972), conocido como edificio Johnson, linda con la biblioteca original de Boston, construida en el siglo XIX por la célebre firma McKim, Mead & White. Johnson armonizó su edificio con el original utilizando proporciones similares y el mismo granito rosa de Milford.
A finales de la década de 1970, Johnson combinó arquitectura y paisajismo para crear dos imaginativos jardines cívicos. Los Jardines Acuáticos de Fort Worth, inaugurados en 1974, son un paisaje urbano donde los visitantes experimentan el agua de distintas maneras. Los jardines ocupan 1,7 hectáreas y cuentan con tres tipos de fuentes muy diferentes: una es una tranquila piscina de meditación, rodeada de cipreses y altos muros, con una fina lámina de agua que cae en cascada hasta la piscina y produce el sonido de una lluvia. La segunda es una piscina de aireación con múltiples fuentes de pulverización iluminadas, bajo un bosquecillo de robles. La tercera fuente es la Active Pool, que reta a los visitantes en forma a bajar andando 38 pies (11,6 m) hasta la piscina del fondo, con el agua cayendo en cascada a su alrededor.
En 1977, Johnson terminó un jardín mucho más tranquilo en Dallas, Thanks-Giving Square.  Cuenta con una capilla no confesional en forma de espiral, un jardín de meditación y fuentes en cascada, metida entre edificios en el centro de la ciudad.

## Periodo posmoderno (1980-1990)
En 1980, Johnson y Burgee completaron una catedral en un nuevo estilo dramático: la Catedral de Cristo (Garden Grove, California), es una megaiglesia de cristal de gran altura construida originalmente para el Reverendo Robert H. Schuller. El interior tiene capacidad para 2.248 personas. Tiene forma de estrella de cuatro puntas, con balcones exentos en tres de ellas y el presbiterio en la cuarta. La catedral está cubierta con más de 10.000 piezas rectangulares de vidrio. Los paneles de vidrio no están atornillados, sino pegados a la estructura, con un pegamento a base de silicona, para darle mayor capacidad de resistencia a los terremotos del sur de California. Johnson y Burgee la diseñaron para resistir un terremoto de magnitud 8. 0. La torre Crean se añadió en 1990 y fue también diseñada por Johnson.
La catedral se convirtió rápidamente en un punto de referencia del sur de California, pero sus costes contribuyeron a endeudar a la iglesia. Cuando la iglesia se declaró en quiebra en 2012, fue adquirida por la Diócesis Católica Romana de Orange y se convirtió en la catedral católica romana del condado de Orange.
Al trabajar con John Burgee, Johnson no se limitó a un solo estilo y se sintió cómodo mezclando elementos del modernismo y el posmodernismo. Para el Cleveland Play House, construyó una estructura románica de ladrillo. Sus rascacielos de la década de 1980 estaban revestidos de granito y mármol y solían tener algún elemento tomado de la arquitectura histórica. En Nueva York diseñó el Museum of Television and Radio (actual Paley Center for Media) (1991).
En 1982, trabajando en colaboración con John Burgee, terminó uno de sus edificios más famosos, el 550 Madison Avenue', (primero conocido como AT&T Building, luego edificio Sony antes de adoptar su nombre actual). Construido entre 1978 y 1982, es un rascacielos con una entrada arqueada de ocho pisos de altura y un frontón partido en la parte superior que recuerda a un enorme mueble Chippendale del siglo XVIII. No fue la primera obra de arquitectura posmoderna, pues Robert Venturi y Frank Gehry ya habían construido edificios posmodernos de menor escala, y Michael Graves había terminado el Portland Building (1980-82) en Portland, Oregón, dos años antes. Pero la ubicación, el tamaño y la originalidad del edificio de Manhattan lo convirtieron en el ejemplo más famoso y reconocible de arquitectura posmoderna. Fue designado monumento de la ciudad por la New York City Landmarks Preservation Commission en 2018.
Entre 1979 y 1984, Johnson y Burgee construyeron PPG Place', la sede postmoderna de la Pittsburgh Plate Glass Company. Se trata de un complejo de seis edificios en tres manzanas, que ocupan cinco acres y medio. La pieza central es la torre de 40 pisos, One PPG Place, que tiene una corona de agujas en las esquinas que sugieren la torre neogótica de las Casas del Parlamento de Londres.  Durante la década de 1980, Johnson y Burgee completaron otra serie de notables hitos posmodernos. El TC Energy Center' (antes Republic Bank Center, más tarde Bank of America Center), en Houston (1983), fue el primer rascacielos posmoderno del horizonte de Houston. Con cincuenta y seis pisos de altura, tiene dos retranqueos que crean lo que parecen ser tres edificios diferentes, uno frente al otro. Los tres frontones triangulares se inspiraron en la arquitectura renacentista flamenca.  El interior y el exterior están revestidos de granito rojo de textura rugosa, que también cubre las aceras circundantes.
El nuevo edificio del Hines College of Architecture (1985) de la Universidad de Houston rinde homenaje a las formas de épocas anteriores de la historia de la arquitectura, utilizando materiales, métodos de construcción y escala modernos. La fachada del edificio Hines recuerda, a mayor escala, a las fachadas neoclásicas del arquitecto francés Claude Nicolas Ledoux.
400 West Market (1993) en Louisville, Kentucky, es una torre de oficinas de 35 plantas construida en hormigón armado en lugar del típico acero. Está rematada por una cúpula de hormigón, vestigio del propietario y constructor original del edificio, Capital Holding.
En 1986, Johnson y Burgee trasladaron sus oficinas a uno de sus nuevos edificios, el elíptico Lipstick Building del 885 de la Tercera Avenida de Nueva York, apodado así por su parecido con el color y la forma de una barra de labios.  Comenzaba una disputa entre los dos arquitectos, ya que Burgee exigía un mayor reconocimiento.
A medida que su negocio prosperaba y aumentaba el número de clientes, la enemistad entre Burgee y Johnson seguía creciendo. En 1988, la empresa pasó a llamarse John Burgee Architects, con Johnson como «asesor de diseño». En 1991, Johnson respondió fundando su propia empresa. La disputa acabó mal para Burgee, que tuvo que cargar con todas las deudas de la empresa, mientras que Johnson ya no tenía ninguna responsabilidad. Finalmente, Burgee se vio obligado a declararse en quiebra y a jubilarse, mientras que Johnson siguió recibiendo comisiones.

## Carrera posterior y edificios (1991-2005)
Tras cuatro años en solitario, Johnson invitó a Alan Ritchie a unirse a él como socio. Ritchie había sido socio durante muchos años en el despacho Johnson-Burgee y era el socio responsable del edificio AT&T y del 190 South LaSalle de oficinas, un rascacielos diseñado como homenaje al demolido Templo Masónico de Chicago. En 1994, formaron el nuevo estudio Philip Johnson-Alan Ritchie Architects. Durante los diez años siguientes, colaboraron estrechamente y exploraron nuevas direcciones en la arquitectura, diseñando edificios como objetos escultóricos.
La Puerta de Europa de Madrid (1989-1996) fue originalmente una colaboración con Burgee y una de sus escasas obras en Europa. Presenta dos edificios de oficinas inclinados el uno hacia el otro, el primer ejemplo de este estilo, que se extendió a América. Las torres tienen 26 pisos cada una, y ambas están inclinadas 15 grados respecto a la vertical.
La 191 Peachtree Tower' de Atlanta fue un proyecto iniciado con Burgee. Se compone de dos torres de 50 pisos unidas y coronadas por dos pabellones clásicos.
La Torre Comerica (1991-1993) también se inició con Burgee. Al igual que sus anteriores obras posmodernas, presenta elementos tomados de la arquitectura histórica, en particular los frontones triangulares, tomados de la Arquitectura flamenca renacentista. Es el segundo edificio más alto del estado de Michigan.
La Capilla de San Basilio de la Universidad de Santo Tomás en Houston, Texas (1992) es una notable obra tardía. El diseño incluye una capilla abovedada, un campanile y un jardín de meditación, un laberinto. Su estructura es una combinación de las formas básicas: un cubo, una esfera y un plano. El cubo contiene la zona de culto, bajo una semiesfera, que se presenta como la apertura simbólica al cielo. El plano vertical rectangular de granito divide la iglesia y abre la capilla a la luz. Durante el día, el interior está iluminado en su totalidad con luz natural.
En 1995, Johnson añadió un elemento posmoderno a su propia residencia, la Glass House. Se trataba de un nuevo pabellón de entrada de forma escultórica, al que llamó «Monsta», o «Monstruo».
Otras de sus últimas obras son la Catedral de la Esperanza de Dallas, la Escultura Habitable (una torre de apartamentos de 26 pisos en el bajo Manhattan), el Museo de los Niños de Guadalajara (México) y el Centro Chrysler.
La Urban Glass House en el bajo Manhattan fue uno de los últimos diseños con Alan Ritchie, y no se completó tras la muerte de Johnson. Se trata de un edificio de condominios en el bajo Manhattan cuya forma se inspira en la primera obra más famosa de Johnson, la Glass House en New Canaan, Connecticut.
El último edificio que diseñó con Richie fue el edificio Academia de Música de Pensilvania en Lancaster, Pensilvania, que se terminó en 2008, tres años después de su muerte.

## Honores
En 1978, Johnson fue galardonado con una Medalla de Oro del Instituto Americano de Arquitectos. En 1979, se convirtió en el primer galardonado con el Premio Pritzker de Arquitectura, el premio internacional de arquitectura más prestigioso.

## Obras representativas
- Casa de Cristal (the glass house)

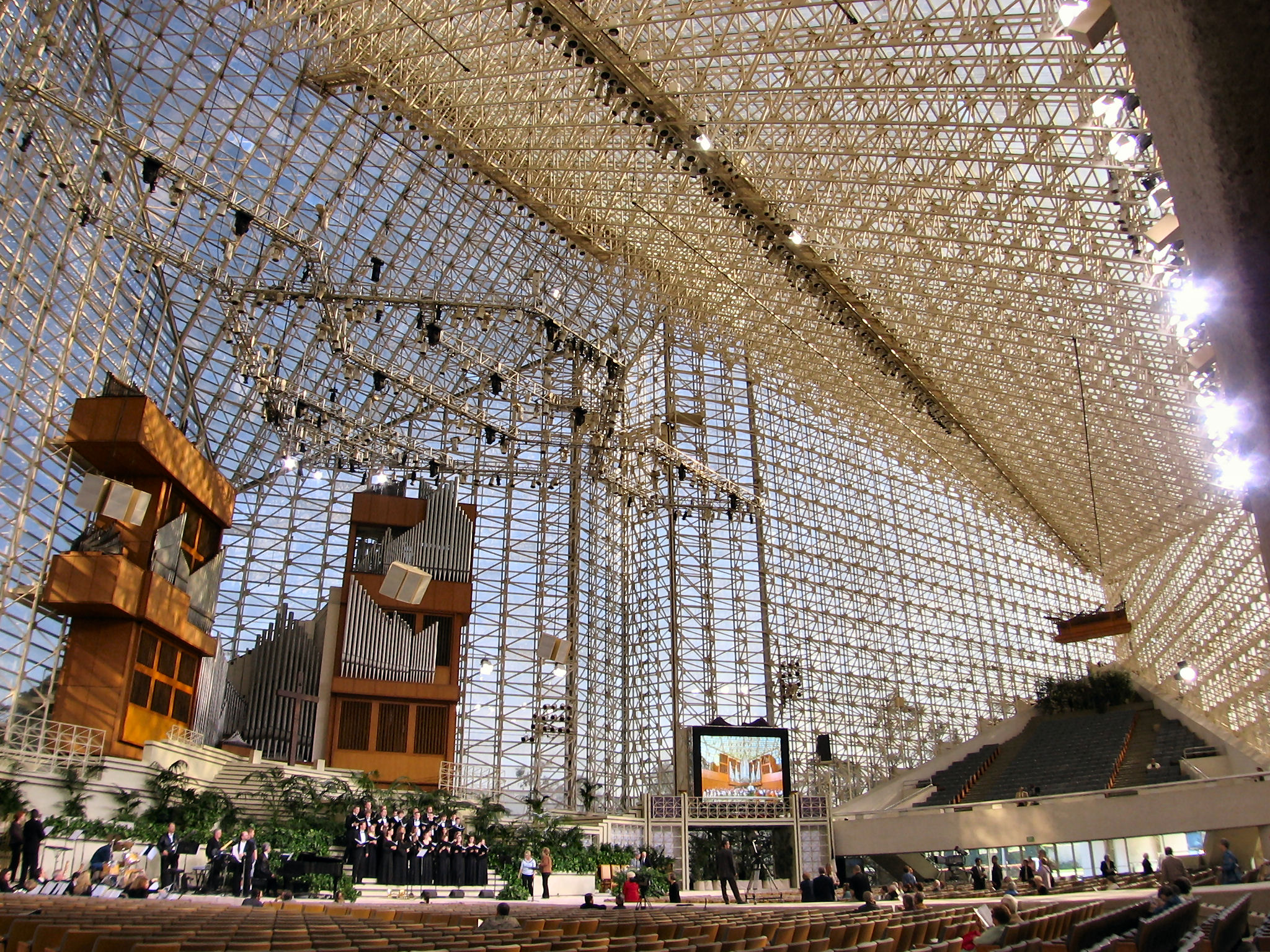
Christ Cathedral.

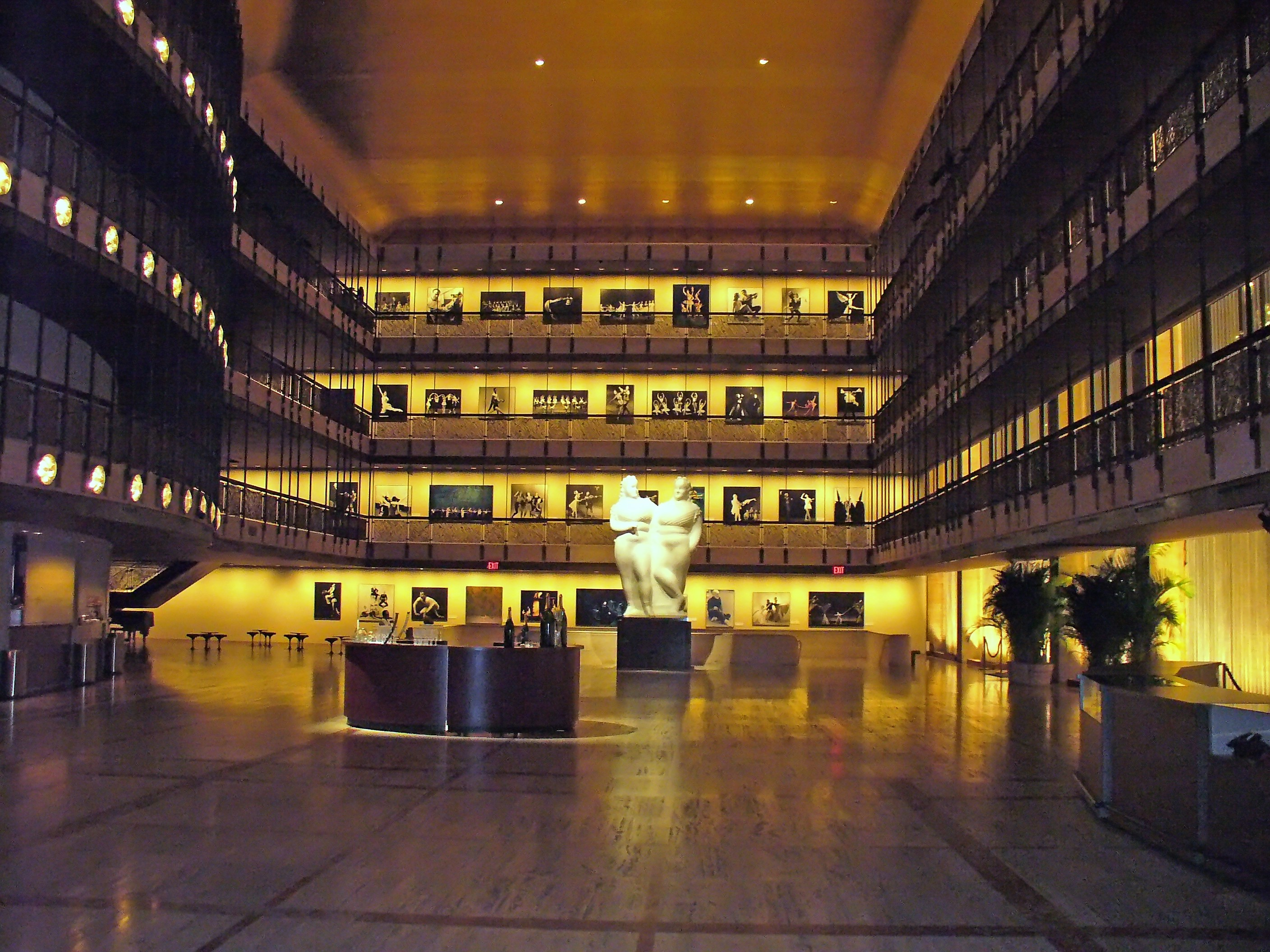
New York State Theater.

- Torre International Place (Boston)
- Torre Tycon (Vienna, Virginia)
- Torre Momentum (Dallas, Texas)
- Torre NCNB (Houston)
- Torre PPG (Pittsburgh)
- Torre United Bank (Denver)
- Torre Bank of America (Houston)
- Edificio Penzoil Place (Houston)
- 550 Madison Avenue (Nueva York)[45]
- Centro Nacional de Artes Dramáticas (Bombay, India)
- Centro Century (South Bend, Indiana)
- Jardines de agua (Fort Worth, Texas)
- Centro Cívico (Peoria, Illinois)
- Centro Cultural del Condad de Dade (Miami)
- Catedral de Cristo (Catedral de Cristal) y Torre Crean (Garden Grove, California)
- Museo de Arte Neuberger (Suny)
- Restaurante Four Seasons en el edificio Seagram (Nueva York)
- Teatro del estado de Nueva York en el Lincoln Center (Nueva York)
- Puerta de Europa (Madrid, España))
- Centro Banaven (Caracas, Venezuela), siendo la única obra de Johnson en América Latina.